# TropicanTrops
TropicanTrops（トロピカントロップス）は、moveの通算六枚目のリミックスアルバムである。

## 概要
- 南国を意識したリミックスとなっている。
- ボーカル、ラップは全て再レコーディングされている。

## 収録曲
1. Gamble Rumble （Puertronic mix）
2. FUTURE BREEZE （Tropicana mix）
3. cafe ROZA （Dubby Bossa mix）
4. MUGEN （Nu-Salsoul mix）
5. singin' 4U （Love & Soul mix）
6. Creamy soup （Tech nova mix）
7. Blazin' Beat （Brazilian Beat mix）
8. SPRING BREEZE （Copacabana mix）
9. Gamble Rumble （Puertronic club mix）